# Landbouwcrisis (1878-1895)
De landbouwcrisis in West-Europa tussen 1878 en 1895 ontstond door de import van goedkoop graan en andere landbouwproducten uit de Verenigde Staten en Canada, waardoor de prijzen van landbouwproducten sterk daalden. De landbouwcrisis viel samen met de Grote Depressie (1873-1896).
De meeste West-Europese overheden reageerden op de Noord-Amerikaanse overspoeling van de markt door invoerrechten in te stellen om daarmee de eigen akkerbouwers te beschermen. De Nederlandse regering was hierop een uitzondering en stimuleerde in plaats daarvan boeren die wilden overleven om efficiënter te produceren. Dit poogde zij te bereiken door wetenschappelijk onderzoek, onderwijs en voorlichting, later ook door ruilverkaveling.
Om met minder landarbeiders toe te kunnen en dus op loonkosten te besparen, schaften grote boeren landbouwmachines aan, zoals zaai- en dorsmachines. Door deze mechanisering liep de werkgelegenheid terug. Hierop trok een groot deel van de plattelandsbevolking weg. Deels was dit migratie naar de steden, maar een substantieel deel emigreerde ook naar het buitenland. Door de verstedelijking die hier het gevolg van was zette de industrialisatie sterk door. Ook breidde de dienstensector zich uit. Er waren steeds meer mensen nodig voor openbare diensten als politie, posterijen en openbaar vervoer, voor de gezondheidszorg en het onderwijs, maar ook voor commerciële diensten als winkels, verzekeringsmaatschappijen en banken. Door al deze factoren werden industrie en dienstensector steeds belangrijker voor de werkgelegenheid.
Als gevolg hiervan kwam in Nederland de al eerder geïntroduceerde hogereburgerschool (HBS) tot ontwikkeling, omdat alleen lager onderwijs niet meer voldoende was. Het gymnasium was vooral een voorbereiding op de universiteit en was verder weinig praktisch.